# Планемо
Плане́мо (скорочення від англ. planetary mass object, об'єкт планетарної маси) — астрономічні об'єкти поза Сонячною системою, що досить масивні, аби набути кулястої форми, але не настільки масивні, аби в їх надрах виникли умови для ядерного синтезу. Поняття було запропоновано через з формальну невизначеність терміна «планета» щодо об'єктів, які перебувають за межами Сонячної системи. 
Однак висловлюються сумніви, що його буде ухвалено офіційно.
Деякі великі супутники планет (наприклад, Титан та Галілеєві супутники Юпітера) не поступаються за розміром Меркурію. Алан Стерн дотримується думки, що у визначенні планети слід враховуватися фізичні властивості об'єкта, а не його місце розташування, і пропонує термін супутникова планета для тіл планетарної маси, що обертаються навколо іншої планети[неавторитетне джерело].